# 生駒親正
生駒親正（日语：／ Ikoma Chikamasa，1526年—1603年3月25日）是安土桃山時代、江戶時代初期的大名。三中老其中一人。父親生駒親重（即土田親重，生駒豐政養子，為織田信長母親土田御前兄弟，姑姑嫁給織田信定，祖父土田秀久為明智氏家臣，祖母明智氏）。生駒吉乃的前夫土田彌次郎為生駒親正有血源關係的堂兄弟，吉乃為親正無血源關係的姪女。在美濃國可兒郡土田（現在的岐阜縣可兒市土田）出生。算起來為織田信長表兄弟。兒子是生駒一正。兄弟土田源太郎1556年於明智長山城為明智氏戰死，另一兄弟土田三郎於本能寺之變時於坂本城為明智氏戰死。

## 生平
原追隨父親出仕織田信康，後來隨父親出仕其甥信長（土田秀久與蜂須賀氏相同，周旋且侍奉於美濃土岐與尾張斯波兩勢力，後人作法亦相同）。1566年、織田信長攻打美濃時候作為臣下，土田氏原為近江佐佐木六角氏一族，故兄弟倆後來皆附庸於管理近江的明智光秀或羽柴秀吉。後來成為羽柴秀吉的附屬武將，長篠之戰、石山本願寺攻伐、紀伊國雜賀攻伐都有參戰，1582年信長死後成為羽柴秀吉的家臣，在山崎之戰、賤岳之戰、小田原征伐、文祿、慶長之役都有參戰並表現活躍，賜封讚岐國178000石，在秀吉晩年，與中村一氏和堀尾吉晴受封為三中老。
1600年關原之戰，兒子生駒一正加入了東軍，而親正則加入了西軍，西軍戰敗被家康追討責任，把家督之位讓給一正然後剃髮為僧，1603年在高松城死去。